# Зимине
Зи́мине (крим. Zımıne, до 1945 року — Перецфельд, крим. Peretsfeld) — село Перекопського району Автономної Республіки Крим.
Розташоване на півдні району.

## Історія
Село засноване як єврейська переселенська ділянка № 21, станом на 1931 рік позначена на мапі як Перецфельд.
Під час Другої світової війни каральна німецька група у складі 9 осіб зігнала до приміщення клубу всіх євреїв села – 92 особи. Їх погнали на хутір Топчарли за 3 км від Перецфельда, і там біля безводної криниці розстріляли.
21 серпня 1945 року Указом Президії Верховної Ради РРФСР Перецфельд було перейменовано на Зимино.